# Materdomini (Caposele)
Materdomini is een plaats (frazione) in de Italiaanse gemeente Caposele, provincie Avellino, en telt ongeveer 735 inwoners.

## Bekende inwoners
- Gerardus Majella